# 奥野壮
奥野 壮（おくの そう、2000年8月21日 - ）は、日本の俳優、男劇団 青山表参道Xのメンバー。大阪府寝屋川市出身。オスカープロモーション所属。

## 略歴
2017年11月、第30回ジュノン・スーパーボーイ・コンテストにて「フォトジェニック」賞と「明色美顔ボーイ」賞をダブル受賞した。
2018年からはオスカープロモーションに所属。同年7月、同事務所の男劇団 青山表参道Xのメンバーとなった。同年9月からは特撮テレビドラマ『仮面ライダージオウ』にて主演の常磐ソウゴ / 仮面ライダージオウ役で俳優デビュー。

## 人物
- 趣味は、漫画・ゲーム[3]。
- 特技は、11年間習っていたクラシックバレエ[7]。
- 兄[8]と弟[9]がいる。

### 『仮面ライダージオウ』関連
- バレエで鍛えられた体幹が、動作や受け身のとり方などに活きているという[10]。
- 常磐ソウゴと自身は楽観的な部分が似ており、コミュニケーション能力の高さは似ていないと述べている[10]。
- 番外編であるWeb配信ドラマ『仮面ライダージオウ 補完計画』では、自身とソウゴのおよそ中間になっているという[10]。
- 白倉伸一郎（東映プロデューサー）は、ソウゴの「王としての素質」を体現する若者を見つけることは難しいと考えていたが、人並みの18歳とは異なる視点で世の中を見ている奥野の「非日常感」がこれに相応しく、運命的な出会いであったと述べている[11]。また、篠宮暁（元オジンオズボーン）によるインタビューに答えた武部直美（東映プロデューサー）によれば、ソウゴを演じるにあたって高校は退学した模様[12]。

## 出演
※役名の太字は主演作品。

### テレビドラマ
- 仮面ライダージオウ（2018年9月2日 - 2019年8月25日、テレビ朝日） - 常磐ソウゴ / 仮面ライダージオウ 役[6]
- ピーナッツバターサンドウィッチ（2020年4月3日 - 5月22日、MBS 他5局） - 時田優斗 役[13]
- 柳生一族の陰謀（2020年4月11日、NHK BSプレミアム） - 柳生主膳 役
- 書類を男にしただけで（2020年10月11日、TBS） - 鈴井翔平 役[14]
- 逆転人生『どん底から世界へ 不屈のアーティストたち』（2020年10月26日、NHK総合） - 大前光市 役
- 出会い系サイトで70人と実際に会ってその人に合いそうな本をすすめまくった1年間のこと 第8話（2021年5月14日、WOWOWプライム） - 花田前野 役[注釈 1][15]
- 超速パラヒーロー ガンディーン（2021年6月26日 - 7月10日、NHK総合） - 森宮大志 役[16]
- トーキョー製麺所（2021年9月8日 - 10月13日、MBS・TBS） - 緑川義雄 役[17]
- 風の向こうへ駆け抜けろ（2021年12月18日・25日、NHK総合） - 佐々本貴士 役[18][19]
- おいハンサム!! 第3話・第4話（2022年1月22日・29日、東海テレビ・フジテレビ ） - 青山 役[20]
- 科捜研の女 Season21 第15話（2022年3月17日、テレビ朝日） - 斯波健三 役[21]
- 恋に無駄口（2022年4月17日 - 6月19日、ABCテレビ・テレビ朝日） - 仁科悠里 役[22][23]
- アイゾウ 警視庁・心理分析捜査班 第7話・第8話「消えた少年」（2022年11月23日・30日、フジテレビ） - 番匠司 役[24]
- 福岡恋愛白書18「春のおとなりさん」（2023年3月17日、九州朝日放送） - 江頭浩平 役[注釈 2][25]
- 勝利の法廷式 第4話（2023年5月4日、日本テレビ） - 村山翼 役[26]
- 女子高生、僧になる。（2023年9月18日 - 10月23日、MBS） - 磯野柊 役[27]
- 下剋上球児（2023年10月15日 - 12月17日、TBS） - 野原舜 役[28]
- 好きやねんけどどうやろか（2024年1月12日 - 3月15日、読売テレビ） - 中津瑞樹 役[29]
- 弁当屋さんのおもてなし シーズン2 第1話（2024年1月13日、北海道テレビ） - 華田将平 役[30]
- 約束 〜16年目の真実〜 第8話・第9話（2024年5月30日・6月6日、読売テレビ・日本テレビ） - 有村潤 役[31]
- ビリオン×スクール（2024年7月5日 - 9月13日、フジテレビ） - 城島佑 役[32]
- コスメティック・プレイラバー（2024年8月6日 - 27日、フジテレビ） - 間宮棗 役[注釈 3][33]
- すぱいす。（2025年3月27日 - 5月29日、BS-TBS・BS-TBS 4K） - 森田晃 役[34]
- 大阪激流伝（2025年8月31日〈予定〉、NHK総合） - 矢坂公彦 役[35]

### Web配信ドラマ
- 仮面ライダージオウ 補完計画（2018年9月2日 - 12月23日、東映特撮ファンクラブ） - 常磐ソウゴ 役
- 仮面ライダージオウ スピンオフ RIDER TIME - 常磐ソウゴ / 仮面ライダージオウ 役
  - 仮面ライダージオウ スピンオフ PART2 『RIDER TIME 龍騎』（2019年3月31日 - 4月14日、ビデオパス）[36]
  - RIDER TIME 仮面ライダージオウ VS ディケイド/7人のジオウ!（2021年2月9日 - 21日、TELASA） - 主演[37][注釈 4]
  - RIDER TIME 仮面ライダーディケイド VS ジオウ/ディケイド館のデス・ゲーム（2021年2月9日 - 21日、東映特撮ファンクラブ） - 主演[37][注釈 4]
- 主夫メゾン（2021年2月26日 - 3月26日、全6話、TELASA） - 白木波瑠 役[39]
- 悪魔とラブソング（2021年6月19日、全8話、Hulu） - 神田優介 役[40]
- ギヴン（2021年7月17日 - 8月21日、全6話、FOD） - 鹿島柊 役[注釈 5][41]
- 可愛くなったらさようなら（2022年5月9日 - 6月27日、VISION） - 島田 役[42][43]
- 今日も、誰かを支える人へ。（2022年10月7日、YouTube）[44]
- 『ビリオン×スクール』FODオリジナルストーリー（2024年9月13日、FOD） - 城島佑 役[45]

### 映画
- 仮面ライダーシリーズ（東映）
  - 劇場版 仮面ライダービルド Be The One（2018年8月4日公開） - 仮面ライダージオウ 役[注釈 6]
  - 平成仮面ライダー20作記念 仮面ライダー平成ジェネレーションズ FOREVER（2018年12月22日公開） - 常磐ソウゴ / 仮面ライダージオウ 役[注釈 7][46]
  - 劇場版 仮面ライダージオウ Over Quartzer（2019年7月26日公開） - 常磐ソウゴ / 仮面ライダージオウ 役[47]
  - 仮面ライダー 令和 ザ・ファースト・ジェネレーション（2019年12月21日公開） - 常磐ソウゴ / 仮面ライダージオウ 役[注釈 8][48]
  - セイバー+ゼンカイジャー スーパーヒーロー戦記（2021年7月22日公開） - 常磐ソウゴ / 仮面ライダージオウ 役[49]
- 私がモテてどうすんだ（2020年7月10日公開、松竹） - 四ノ宮隼人 役[50]
- 劇場版ポルノグラファー〜プレイバック〜（2021年2月26日公開、松竹ODS事業室） - 明実静雄 役[51]
- 灰色の壁 -大宮ノトーリアス-（2022年2月25日公開、アルバトロス・フィルム） - 吉田正樹 役[52]
- 鳩のごとく 蛇のごとく 斜陽（2022年11月4日公開、彩プロ） - 島崎直治 役 [53][54]
- Gメン（2023年8月25日公開、東映）- 八代省吾 役[55]
- 罪と悪（2024年2月2日公開、ナカチカピクチャーズ）[56]

### 舞台
- ミュージカル『るろうに剣心 京都編』（2022年5月17日 - 6月24日、IHIステージアラウンド東京） - 本条鎌足 役[57]

### CM
- バンダイナムコエンターテインメント『仮面ライダー シティウォーズ』（2018年） - ナレーション[58]
- 大塚製薬『オロナミンCドリンク』（2019年）
- ABCマート
  - 『NUOVO ストレッチブーツ』（2019年）[59]
  - 『NUOVO お仕事Fitパンプス』（2020年）
- Softbank『Heart Buds』（2022年）[60]

### オリジナルビデオ
- てれびくん超バトルDVD 仮面ライダービビビのビビルゲイツ（2019年8月1日） - 常磐ソウゴ / 仮面ライダージオウ 役
- 仮面ライダージオウ NEXT TIME ゲイツ、マジェスティ（2020年4月22日） - 常磐ソウゴ / 仮面ライダージオウ 役[61]

### ミュージックビデオ
- wacci「インカメラ」（2025年）[62][63]

### ゲーム
- 仮面ライダー ブットバソウル（2018年9月、アーケード） - 常磐ソウゴ / 仮面ライダージオウ 役[64]
- 仮面ライダーバトル ガンバライジング（2018年9月、アーケード） - 仮面ライダージオウ / オーマジオウ 役
- 仮面ライダー シティウォーズ（2018年9月、iOS/ Android） - 仮面ライダージオウ / オーマジオウ（2019常盤ソウゴ）[65] 役
- 仮面ライダー クライマックススクランブル ジオウ（2018年11月29日、Nintendo Switch） - 仮面ライダージオウ 役
- 仮面ライダーバトル ガンバレジェンズ（2023年3月23日、アーケード） - 仮面ライダージオウ / 仮面ライダーオーマジオウ（2019常磐ソウゴ） 役

### ラジオドラマ
- 六人の嘘つきな大学生（2022年1月17日 - 28日、NHK FM）[66]
- まるみちゃんとうさぎくん（2022年12月6日 - 9日、NHK FM）[67]

### 玩具
- 仮面ライダージオウ DXグランドジオウライドウォッチ（2019年6月） - 常磐ソウゴ 役
- 仮面ライダージオウ DXミラーワールドウォッチセット（2019年7月） - 常磐ソウゴ 役
- 仮面ライダージオウ DXオーマジオウドライバー（2020年1月）  - 常磐ソウゴ 役
- 仮面ライダージオウ DXメモリアルライドウォッチセット（2020年1月） - 常磐ソウゴ 役

### その他
- 奥野壮のおもレポ（2020年3月19日 - 、アソビフル）
- マーダーミステリーシアター『演技の代償』（2021年2月20日）
- 生誕50周年記念 THE仮面ライダー展 大阪会場（2023年7月15日 - 9月3日、ひらかたパーク） - 大阪スペシャルアンバサダー[68]

## ディスコグラフィ

### キャラクターソング
| 発売日       | 商品名                         | 歌                   | 楽曲                | 備考                                     |
| ------------ | ------------------------------ | -------------------- | ------------------- | ---------------------------------------- |
| 2019年5月1日 | 平成仮面ライダー20作記念ベスト | 常磐ソウゴ（奥野壮） | 「ジオウ 時の王者」 | テレビドラマ『仮面ライダージオウ』挿入歌 |

## 書籍

### 写真集
- 奥野壮ファースト写真集『So far』（2019年9月20日、主婦と生活社）ISBN 978-4-391-15396-5
- 奥野壮セカンド写真集『趣』（2022年11月11日、主婦と生活社）[69]ISBN 978-4-391-15853-3